# 达孜区
达孜区（藏語：སྟག་རྩེ་ཆུས།，威利转写：stag rtse chus，藏语拼音：Dagzê Qü）是中华人民共和国西藏自治区拉萨市下属的一个市辖区。藏语中意思是“虎峰”。位于拉萨河南拐弯处，雅鲁藏布江中游。2017年，中华人民共和国国务院批复同意撤销达孜县设立拉萨市达孜区，以原达孜县的行政区域为达孜区的行政区域，常住总人口約4万人。达孜区人民政府驻德庆镇德庆中路21号。

## 地名由来
据历史资料记载，“达孜”藏语含意为“虎峰”。古代多以虎作为英雄的标志，民间传说村庄背后的山也象爬在地上的老虎，而宗政府就建在老虎前腿左爪上，故而取名“达孜”。清《嘉庆重修一统志》作“第巴达克匝城”。又称得巴达克孜宗。原西藏政府设达孜宗。1960年与德庆宗、蚌堆溪合并设达孜县。藏语“达”意为“虎”，“孜”意指山之“峰”或“顶”。《西域同文志》卷十八载：得巴达克则宗“西番语，得巴，头目之谓；达克，谓虎；则，谓峰。山峰如虎也。城居峰上，为头目所居，故名”。

## 行政区划
达孜区下辖1个镇、5个乡：
德庆镇、塔杰乡、章多乡、唐嘎乡、雪乡和帮堆乡。

## 人口
根據第七次人口普查數據，截至2020年11月1日零時，達孜區常住人口為32318人。

## 交通
- 雅叶高速、 318国道过境。